# SN 1984S
SN 1984S – supernowa odkryta 20 grudnia 1984 roku w galaktyce NGC 3336. W momencie odkrycia miała maksymalną jasność 15,00m.